# Mladkovský potok
Mladkovský potok je malý vodní tok v okrese Ústí nad Orlicí.

## Průběh toku
Neupravený pramen Mladkovského potoka se nachází půl kilometru východně od obce Mladkov u samoty Rozinková Louka mírnými svahy obklopeném údolí, které odděluje podřazené celky Orlických hor Bukovohorskou hornatinu a Mladkovskou vrchovinu. Potok teče západním směrem k Mladkovu a cestou napájí dvojici malých rybníků. Na okraji Mladkova mění směr na jihozápadní a podtéká silnici II/312 Žamberk - Králíky. Jen několik desítek metrů před jeho soutokem s Tichou Orlicí se do něj zprava vlévá potok přitékající od Petroviček, který je jeho jediným významnějším přítokem. Do Tiché Orlice se Mladkovský potok vlévá zprava asi 150 metrů východně od centra Mladkova.